# Olimpíada d'escacs de 1950
L'olimpíada d'escacs de 1950 fou la novena Olimpíada oficial d'escacs, i la primera després de la Segona Guerra Mundial. Es va celebrar entre el 20 d'agost i l'11 de setembre a Dubrovnik, Iugoslàvia (actualment Croàcia).

## El torneig
Hi varen participar 16 equips nacionals, amb un total de 84 jugadors, enfrontats en un únic torneig. Degut a diferències polítiques entre els partits comunistes de la Unió Soviètica i de Iugoslàvia, l'equip soviètic va boicotejar l'Olimpíada, igualment com els altres països del bloc de l'est. Tampoc no hi va participar Anglaterra, que organitzava el seu campionat nacional en les mateixes dates que l'Olimpíada.
En aquesta Olimpíada es produí la primera participació d'una dona (Chaudé de Silans en el torneig absolut, jugant per França) i fou també la primera Olimpíada en què s'introduïren els títols de Gran Mestre (GM) i de Mestre Internacional (MI): hi participaren quatre GM i 23 MI. L'Argentina tenia un potent equip que incloïa Miguel Najdorf i Herman Pilnik, nascuts respectivament a Polònia i a Alemanya, i exiliats a l'Amèrica del Sud durant la VIII Olimpíada d'Escacs de Buenos Aires, 1939. Per primer cop, a més, s'introduí la possibilitat de portar un segon suplent a l'equip.

### Resultats absoluts
| Pos.              | Nació         | Jugadors | Punts |
| ----------------- | ------------- | --- | ----- |
| Medalla d'or      | Iugoslàvia    | MI Svetozar Gligorić, MI Vasja Pirc, MI Petar Trifunović, MI Braslav Rabar, MI Milan Vidmar Jr., MI Stojan Puc  | 45,5  |
| Medalla de plata  | Argentina     | GM Miguel Najdorf, MI Julio Bolbochán, MI Carlos Guimard, MI Hector Rossetto, MI Herman Pilnik                  | 43,5  |
| Medalla de bronze | RFA           | MI Wolfgang Unzicker, Lothar Schmid, Gerhard Pfeiffer, MI Ludwig Rellstab, Hans-Hilmar Staudte                  | 40,5  |
| 4                 | Estats Units  | GM Samuel Reshevsky, MI Herman Steiner, MI Israel Albert Horowitz, George Shainswit, George Kramer, Larry Evans | 40    |
| 5                 | Països Baixos | GM Max Euwe, MI Theo van Scheltinga, MI Lodewijk Prins, MI Nicolaas Cortlever, Haije Kramer, Jan Hein Donner    | 37    |
| 6                 | Bèlgica       | MI Alberic O'Kelly de Galway, Arthur Dunkelblum, Paul Devos, Georges Thibaut, Karl Van Schoor                   | 32    |
| 7                 | Àustria       | Alfred Beni, Hans Busek, Hans Müller, Karl Palda, Hans Lambert                                                  | 31,5  |
| 8                 | Xile          | Mariano Castillo, Rodrigo Flores, René Letelier, Alejandro Maccioni                                             | 30,5  |
| 9                 | França        | GM Savielly Tartakower, MI Nicolas Rossolimo, Claude Hugot, Stefan Kesten, Chaudé de Silans, Robert Crépeaux    | 28,5  |
| 10                | Finlàndia     | MI Eero Böök, Kaarle Ojanen, Reino Niemi, Ilmari Niemelä, Soini Helle, Harras Heikinheimo                       | 28    |
| 11                | Suècia        | Kristian Sköld, Inge Johansson, Allan Bergkvist, Nils Bergkvist, Sture Lindquist, Åke Stenborg                  | 27,5  |
| 12                | Itàlia        | MI Vincenzo Castaldi, Vincenzo Nestler, Giorgio Porreca, Alberto Giustolisi, Giuseppe Primavera                 | 25    |
| 13                | Dinamarca     | Christian Poulsen, Harald Enevoldsen, Eigil Pedersen, Moises Kupferstich, Hartvig Nielsen                       | 22    |
| 14                | Perú          | Esteban Canal, Julio Súmar, Mario Zapata, Felipe Pinzón                                                         | 21,5  |
| 15                | Noruega       | Erling Myhre, Aage Vestøl, Otto Morcken, Harry Kongshavn, Haakon Opsahl                                         | 15    |
| 16                | Grècia        | Fotis Mastihiadis, Panagiotis Panagopoulos, Aristides Zografakis, Ioannis Boulahanis, Aristogeiton Othoneos     | 12    |

### Resultats individuals
Es varen entregar medalles als tres millors jugadors (en percentatge de punts) de cada tauler.
|                   | Jugador              | Nació        | Punts | Partides | Percentatge |
| ----------------- | -------------------- | ------------ | ----- | -------- | ----------- |
| Medalla d'or      | MI Wolfgang Unzicker | RFA          | 11    | 14       | 78,6        |
| Medalla d'or      | GM Miguel Najdorf    | Argentina    | 11    | 14       | 78,6        |
| Medalla de bronze | GM Samuel Reshevsky  | Estats Units | 8,5   | 11       | 77,3        |

|                  | Jugador              | Nació     | Punts | Partides | Percentatge |
| ---------------- | -------------------- | --------- | ----- | -------- | ----------- |
| Medalla d'or     | MI Julio Bolbochán   | Argentina | 11,5  | 14       | 82,1        |
| Medalla de plata | Lothar Schmid        | RFA       | 9     | 12       | 75          |
| Medalla de plata | MI Nicolas Rossolimo | França    | 9     | 12       | 75          |

|                   | Jugador             | Nació         | Punts | Partides | Percentatge |
| ----------------- | ------------------- | ------------- | ----- | -------- | ----------- |
| Medalla d'or      | MI Petar Trifunović | Iugoslàvia    | 10    | 13       | 76,9        |
| Medalla de plata  | MI Lodewijk Prins   | Països Baixos | 6,5   | 10       | 65          |
| Medalla de bronze | Gerhard Pfeiffer    | RFA           | 7     | 11       | 63,6        |

|                   | Jugador               | Nació         | Punts | Partides | Percentatge |
| ----------------- | --------------------- | ------------- | ----- | -------- | ----------- |
| Medalla d'or      | MI Braslav Rabar      | Iugoslàvia    | 9     | 10       | 90          |
| Medalla de plata  | MI Nicolaas Cortlever | Països Baixos | 8,5   | 11       | 77,3        |
| Medalla de bronze | Nils Bergkvist        | Suècia        | 7,5   | 12       | 62,5        |
| Medalla de bronze | MI Hector Rossetto    | Argentina     | 7,5   | 12       | 62,5        |

|                   | Jugador             | Nació        | Punts | Partides | Percentatge |
| ----------------- | ------------------- | ------------ | ----- | -------- | ----------- |
| Medalla d'or      | MI Herman Pilnik    | Argentina    | 7,5   | 10       | 75          |
| Medalla de plata  | Hans Lambert        | Àustria      | 8     | 12       | 66,7        |
| Medalla de bronze | George Kramer       | Estats Units | 7,5   | 12       | 62,5        |
| Medalla de bronze | Hans-Hilmar Staudte | RFA          | 7,5   | 12       | 62,5        |

|                  | Jugador         | Nació         | Punts | Partides | Percentatge |
| ---------------- | --------------- | ------------- | ----- | -------- | ----------- |
| Medalla d'or     | Larry Evans     | Estats Units  | 9     | 10       | 90          |
| Medalla de plata | Jan Hein Donner | Països Baixos | 4,5   | 8        | 56,3        |

Només dos jugadors del sisè tauler varen jugar més de la meitat de les partides, que era el mínim per ser inclosos a la classificació.